# Luchthaven Dhaka

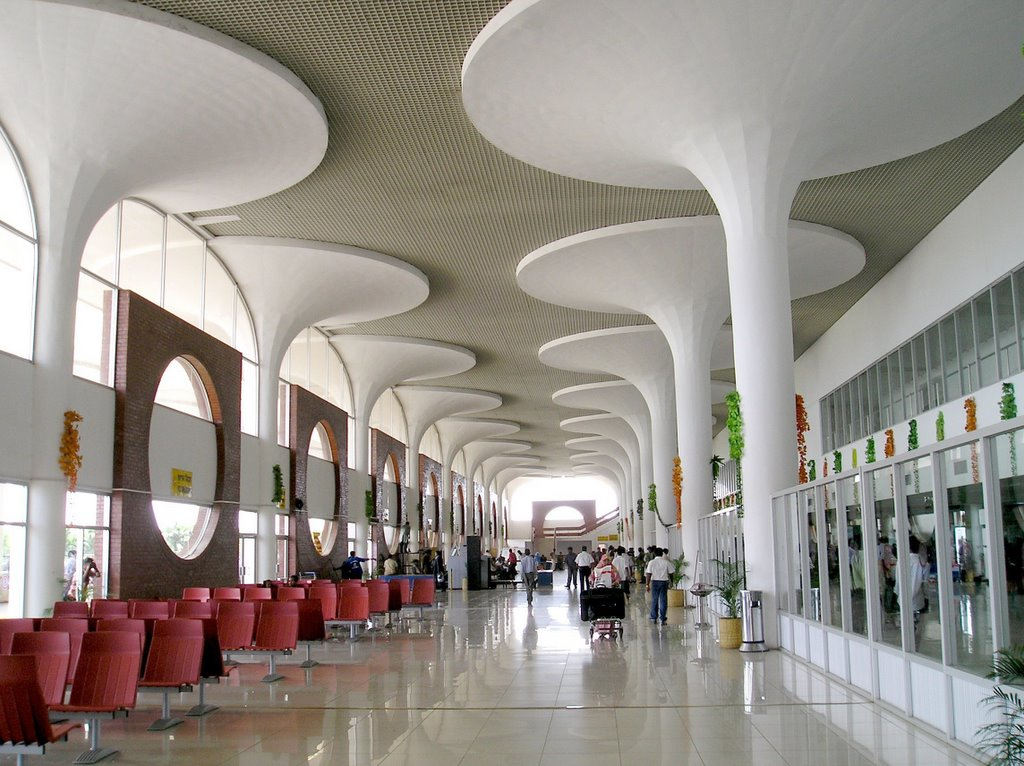
interieur van de vertrekhal

Hazrat Shahjalal International Airport (HSIA) is de belangrijkste van de drie internationale luchthavens van Bangladesh. Ze ligt nabij Kurmitola op een kleine 20 km ten noorden van het centrum van de hoofdstad Dhaka. Ze is de basis van de nationale luchtvaartmaatschappij Biman Bangladesh Airlines en de private maatschappij GMG Airlines.

## Geschiedenis[1]
De toenmalige regering van Pakistan nam in 1966 het besluit om een luchthaven te bouwen nabij Kurmitola, bedoeld voor regionale vluchten. De werken werden onderbroken door de onafhankelijkheidsoorlog van 1971. Na de onafhankelijkheid besloot de regering van Bangladesh om er de nieuwe internationale luchthaven van Dhaka van te maken.
De luchthaven werd in 1980 geopend door de toenmalige president Ziaur Rahman. Ze verving de luchthaven van Tejgaon, die een basis van de Bangladese luchtmacht werd. De luchthaven heette oorspronkelijke Dhaka International Airport maar na de moord op president Rhaman werd ze hernoemd tot Zia International Airport. In 2010 werd de naam opnieuw gewijzigd naar Shahjalal International Airport (naar de soefi-heilige Shah Jalal ad-Din al-Mujarrad).
De luchthaven werd uitgebreid met een terminal voor binnenlandse vluchten en een VIP-terminal. Samen met de uitbreiding van de oorspronkelijke terminal is de capaciteit van de luchthaven daardoor gestegen tot 8 miljoen passagiers per jaar. Er is ook een cargo-terminal die beheerd wordt door Biman Bangladesh Airlines.